# Oie fermière danoise
L'oie fermière danoise, en danois : dansk landgås, est une race d'oie domestique originaire de la presqu'île du Jutland au Danemark. L'oie rôtie est un mets traditionnellement dégusté à la Saint-Martin (« Mortensafte » en danois) au Danemark.

## Histoire et description
L'oie fermière danoise est une race domestique ancienne, agile et active, utile pour la garde. Elle provient de la péninsule du Jutland et est élevée depuis l'époque viking. C'est une forme apprivoisée de l'oie cendrée avec un caractère rustique, semblable à l'oie d'Öland.
Le plumage de cette oie peut varier. Il y a des individus blancs, avec de grandes taches brunâtres sur la tête, la gorge, le dos et les cuisses. D'autres individus correspondent presque entièrement à la couleur gris sauvage de l'oie cendrée. Son gabarit est de taille moyenne, correspondant à une oie fermière facile à élever. Son élevage était très commun dans toutes les fermes de la région au XVIIIe et au XIXe siècles jusqu'aux années 1920, avec l'importation de races étrangères plus rentables. Des troupeaux d'oies marchaient des fermes jusqu'aux pâturages qu'elles nettoyaient. Son standard a été officialisé en 1930. Elle a failli disparaître dans les années 1960/1970 avec la poursuite de l'exode rural et l'ère de l'agriculture industrialisée. Son bec est orange et ses yeux, bleus. De taille moyenne, le jars pèse 6 kg en moyenne, et l'oie, 5 kg. Celle-ci pond 5 à 6 œufs par ponte de 140 grammes à 150 grammes.

## Source de la traduction
- (sv) Cet article est partiellement ou en totalité issu de l’article de Wikipédia en suédois intitulé « Dansk lantgås » (voir la liste des auteurs).